# Freddy Quinn

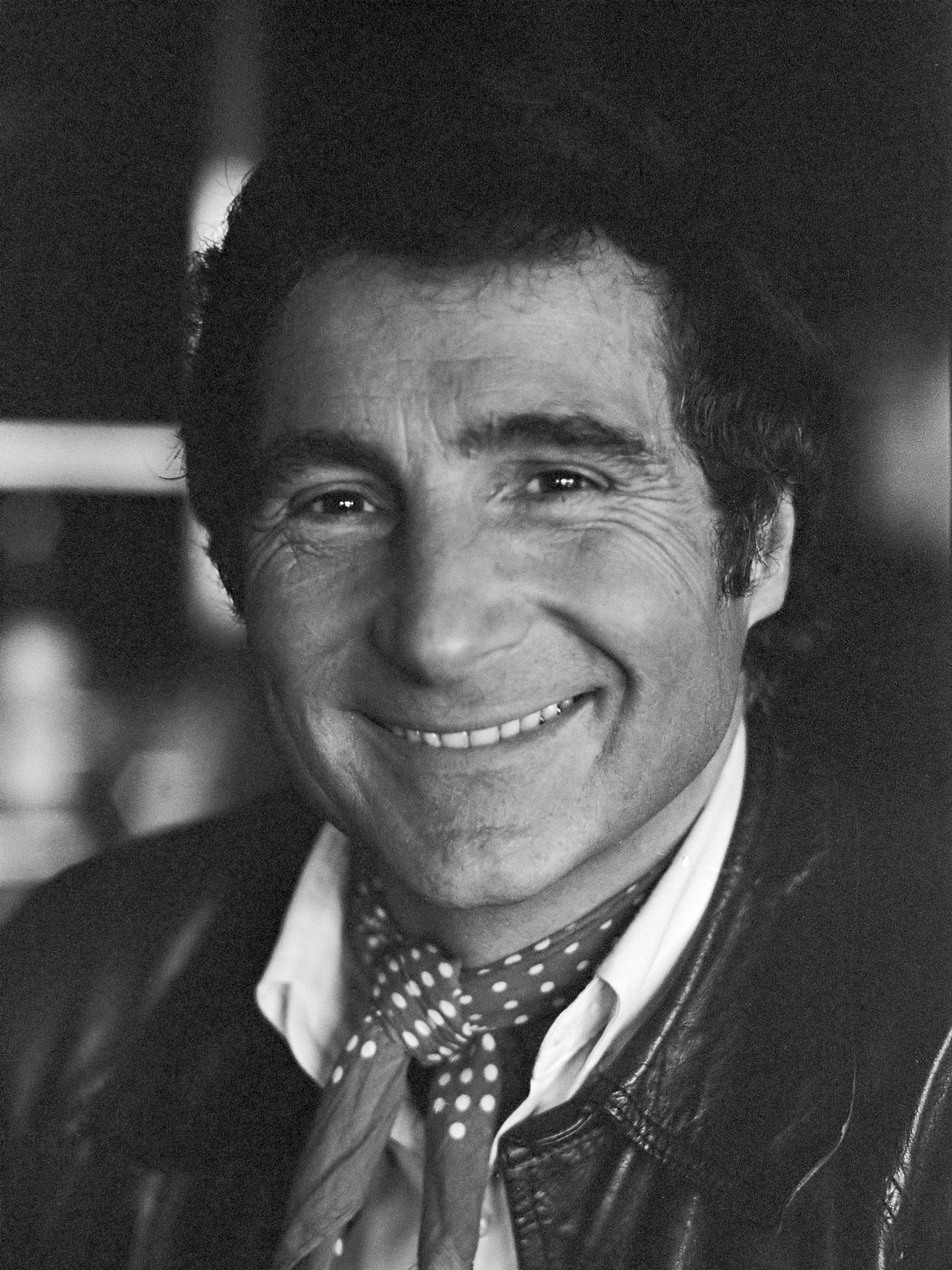
Freddy Quinn, 1977

Freddy Quinn (* 27. September 1931 in Wien, Niederfladnitz oder Pula als Franz Eugen Helmuth Manfred Nidl, später Nidl-Petz, auch Manfred Quinn) ist ein österreichischer Sänger und Schauspieler. Er hatte zwischen 1956 und 1966 zehn Nummer-eins-Erfolge in der deutschen Hitparade, verkaufte rund 60 Millionen Schallplatten und wurde zu dieser Zeit zum erfolgreichsten deutschsprachigen Unterhaltungssänger. Er war viele Jahrzehnte Wahlhamburger.

## Jugend
Freddy Quinn wurde 1931 als nichtehelicher Sohn der österreichischen Journalistin Edith Nidl (1910–1978) geboren. Er wuchs bei seiner Mutter in Wien auf, wo er nach seiner Mitgliedschaft beim Deutschen Jungvolk in einem Fanfarenzug spielte. Nach der Heirat der Mutter mit dem Verleger Rudolf Anatol von Petz (1887–1961) wurde Quinn von diesem adoptiert. Quinn legte dessen Nachnamen später ab und nannte sich dann offiziell „Quinn“.

### Sein angeblicher Vater
Als sein Vater galt lange ein angeblicher Kaufmann namens Johann Quinn (1912–1943), der irischer Abstammung gewesen und 1934 einige Monate mit Quinns Mutter verheiratet gewesen sein soll. In seiner Autobiographie von 2025 schrieb Freddy Quinn jedoch, dass es diesen Mann nie gegeben und er seinen tatsächlichen Vater nie kennengelernt habe.

### Nachkriegszeit
In diesem Absatz werden Ereignisse so dargestellt, wie sie bis 2025 in der Öffentlichkeit bekannt waren. Der Wahrheitsgehalt ist teilweise nicht gesichert. 
Das Ende des Zweiten Weltkriegs erlebte Quinn in Ungarn, wohin er wegen der Bombardierung Wiens im Rahmen der Kinderlandverschickung gekommen war. Auf der Flucht vor der Roten Armee traf er bei Pilsen auf US-amerikanische Streitkräfte. Sein fließendes Englisch ermöglichte es ihm, sich glaubhaft als US-Amerikaner auszugeben. Im Mai 1945 wurde er mit einem Militärtransport in die USA gebracht. Im Flüchtlingslager auf Ellis Island erfuhr er, dass sein Vater 1943 bei einem Verkehrsunfall ums Leben gekommen war.
Quinn wurde daraufhin nach Europa zurückgeschickt und verbrachte in Antwerpen ein Jahr in einem Erziehungsheim, da es Schwierigkeiten mit seinen Ausweisdokumenten gab. Dort besuchte er die allgemeinbildende Schule und lernte Niederländisch und Französisch. Die höhere Schule besuchte er schließlich in Wien (Gymnasium Albertgasse). Als Sechzehnjähriger schloss sich Quinn einem Zirkus an, in dem er als Kapellmeister und Akrobat arbeitete; er spielte Saxophon und ließ sich zum Seiltänzer ausbilden. Da er minderjährig war, wurde er von seinem Stiefvater polizeilich gesucht und flüchtete nach Rom, wo er Klavier vor US-amerikanischen Soldaten spielte. Über Palermo gelangte er auf einem Schiff nach Tunis und von dort als Anhalter nach Algerien.
In Bars in Sidi bel Abbès spielte er auf der Gitarre vor Fremdenlegionären, die damals zu einem großen Teil aus dem deutschsprachigen Raum stammten, Lieder von Sehnsucht und Heimweh. Das brachte ihm Sympathie und ein wenig Geld ein, so Quinn. Ein Ausbilder der Fremdenlegion habe ihm angeboten, in die Legion einzutreten, doch nach drei Wochen Drill habe er sich für das Zivilleben entschieden und sei über Marseille, Paris und Rotterdam nach Deutschland zurückgekehrt.

## Karriere

### Erfolge in den 1950er und 1960er Jahren

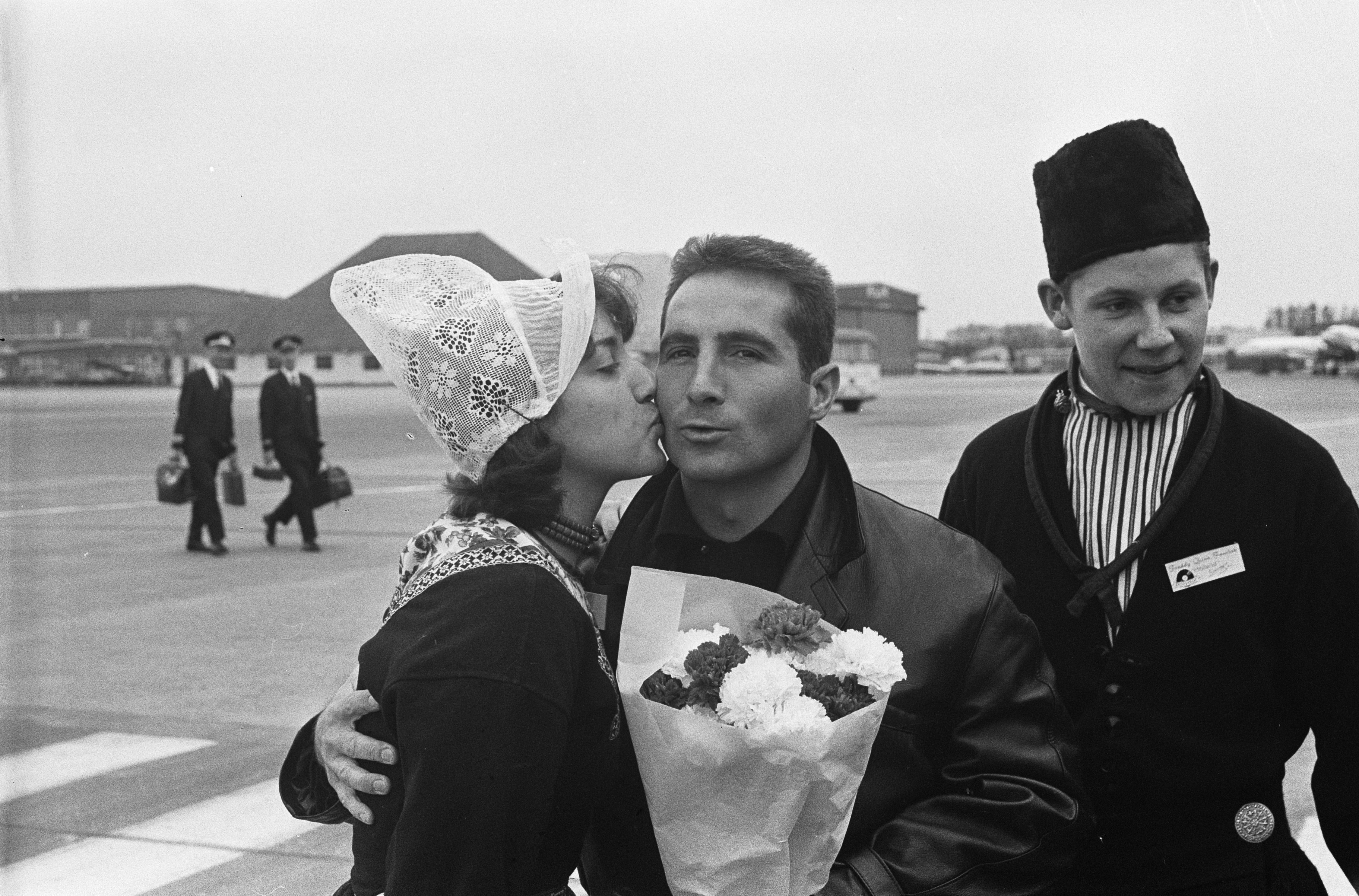
Freddy Quinn, 1963

In Fürth trat Quinn in den 1950er Jahren mit Country-Songs vor US-amerikanischen Soldaten und in Nürnberg beim Rundfunksender American Forces Network (AFN) auf. 1954 wurde er in der Washington Bar in Hamburg-St. Pauli von Jürgen Roland und Werner Baecker entdeckt, die dort als Talentsucher für die Schallplattenfirma Polydor tätig waren. Polydor ermöglichte Quinn von 1954 bis 1956 eine Gesangsausbildung an der Musikhochschule in Hamburg, u. a. bei der Gesangspädagogin Maja Evans. Seine erste Plattenaufnahme machte er 1955 unter dem Pseudonym Frederico Quinn für Telefunken.
1956 nahm er bei Polydor eine Schallplatte mit zwei auf Deutsch interpretierten Liedern auf: Sie hieß Mary Ann (im Original Sixteen Tons, deutscher Text von Peter Moesser) und Heimweh (im Original Memories Are Made of This). Heimweh wurde der meistverkaufte Titel des Jahres in der Bundesrepublik Deutschland, obwohl sich die erste Auflage schlecht verkauft hatte, da sie von den Rundfunkanstalten zunächst weitgehend ignoriert wurde. Im Bayerischen Rundfunk wurde die Platte sogar von Moderator Werner Götze als „Schnulze des Jahres“ vor offenem Mikro zerbrochen, fand danach jedoch im Handel großen Absatz. Auf das Etikett der Schallplatte wurde erstmals bei einem deutschen Interpreten nur der Vorname gedruckt. So wurde er als „Freddy“ bekannt.
Ebenfalls 1956 wurde er von Polydor exklusiv verpflichtet und vertrat Deutschland beim Grand Prix Eurovision de la Chanson mit dem Titel So geht das jede Nacht. Da nur der Siegertitel öffentlich bekanntgegeben wurde, ist über seine Platzierung nichts bekannt.

Autogramm, Prärie-Saloon-Tournee 1968

1958 nahm Quinn in Japan unter dem Pseudonym The Manhattans (nicht zu verwechseln mit der US-amerikanischen Gesangsgruppe The Manhattans) eine Single mit den Rock’n’Roll-Liedern At the Hop und Stood Up auf. Im selben Jahr holte ihn Jürgen Roland für die Krimireihe Stahlnetz in der Folge Die Tote im Hafenbecken für eine Nebenrolle als Spelunkensänger vor die Fernsehkamera. Danach trat Quinn in Musikfilmen auf, die ihm als Hauptdarsteller auf den Leib geschrieben wurden und in denen er fast immer eine Figur mit dem Vornamen „Freddy“ spielte. An seiner Seite wirkten bekannte Schauspieler mit, darunter Walter Scherau, Gustav Knuth, Heidi Brühl, Grethe Weiser, Heinz Erhardt, Gunnar Möller, Ralf Wolter und Rik Battaglia. Der 1963 erstmals gezeigte Spielfilm Heimweh nach St. Pauli mit Freddy Quinn in der Hauptrolle wurde 1965 mit der Goldenen Leinwand für rund drei Millionen Kinozuschauer innerhalb von 18 Monaten ausgezeichnet. Er zählt damit zu den kommerziell erfolgreichsten Filmen seiner Zeit.
Quinns melancholische Lieder, die meist vom Meer, der weiten Welt und von Abschied, Einsamkeit und Fernweh handelten, fanden in der Nachkriegszeit in Deutschland ein breites Publikum. Seine unter anderem von Bert Kaempfert, Lotar Olias, Ernst Bader und James Last komponierten und produzierten Seemannsballaden trug er in tiefem Bariton vor. Mit Titeln wie Heimweh, Heimatlos, Der Legionär, Die Gitarre und das Meer, Unter fremden Sternen, La Paloma und Junge, komm bald wieder hatte Quinn zwischen 1956 und 1966 sechs Nummer-eins-Hits in den bundesdeutschen Charts (insgesamt hatte er 26 Platzierungen in den deutschen Top-Ten) und war in dieser Zeit der erfolgreichste Unterhaltungssänger in der Bundesrepublik.
Insgesamt verkaufte er in seiner Karriere mehr als 60 Millionen Tonträger und zählt neben Udo Jürgens und Peter Alexander zu den erfolgreichsten Schlagerstars in Deutschland und Österreich. Er wurde zum ersten bundesdeutschen „Schallplattenmillionär“. 1963 hatte sich sein Vermögen bereits versechsfacht.

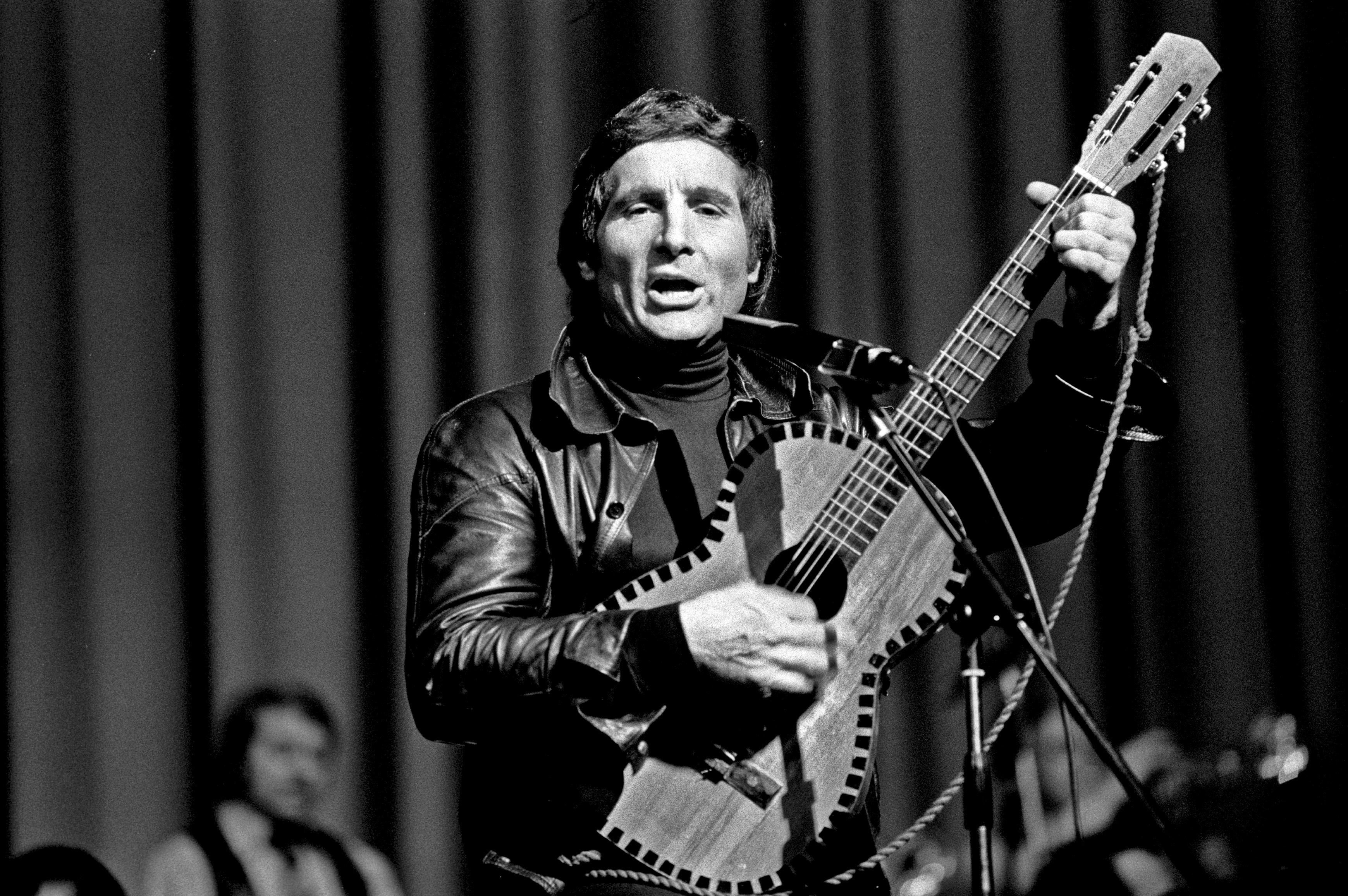
Freddy Quinn, 1971

Im Jahr 1966 sang Quinn den Titel Wir, ein Lied gegen die aufkommende Protest- und Hippiebewegung. Auf der A-Seite der Single thematisierte er in Eine Handvoll Reis den Vietnamkrieg. Danach verlegte er für einige Jahre seinen Hauptwohnsitz in die USA. Sein letzter Nummer-eins-Hit war 100 Mann und ein Befehl, eine deutsche Coverversion des Titels The Ballad of the Green Berets von Barry Sadler, die 1966 veröffentlicht wurde.

### Ab den 1970er Jahren

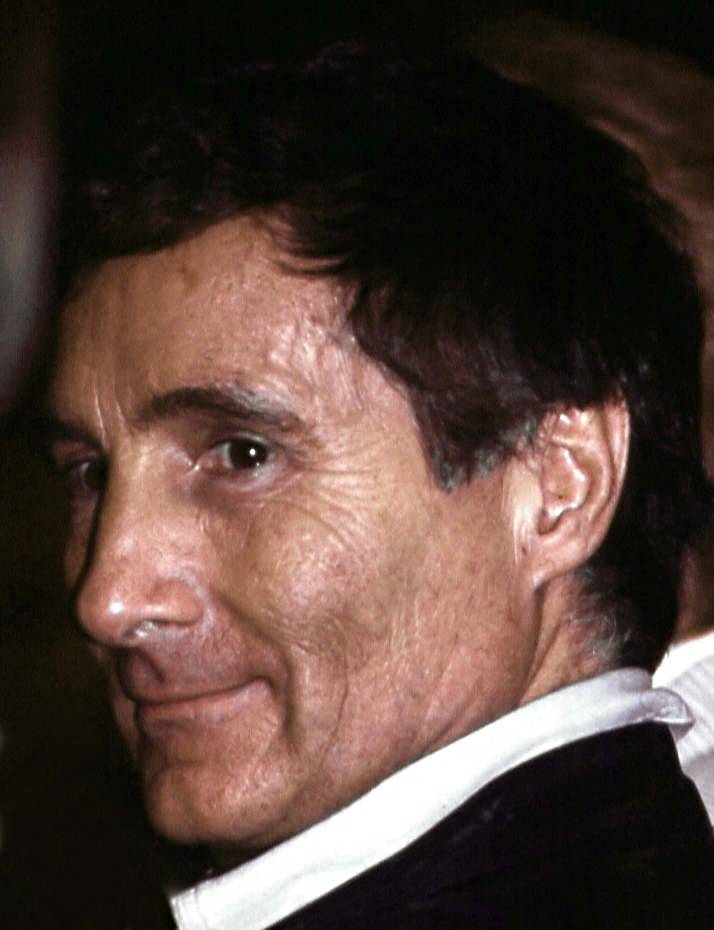
Freddy Quinn, 1985

Von Ende Januar 1970 an wurde im St.-Pauli-Theater in Hamburg in 140 Vorstellungen das Volksstück Der Junge von St. Pauli mit Musik von Karl Geithner, Walter Heyer und Freddy Quinn aufgeführt, in dem Quinn selbst in der Rolle des Herrn Lehmkuhl auftrat. Es wurde 1971 auch im Renaissancetheater in Wien gezeigt.
Ab den 1970er Jahren unternahm Quinn Tourneen, gab Gastspiele und trat in Film und Fernsehen auf. Einen späten Höhepunkt seiner Karriere erreichte er, als er vor dem Finale der Fußball-Weltmeisterschaft 1974 vor 78.000 Zuschauern im Olympiastadion München und 600 Millionen Fernsehzuschauern mit den Fischer-Chören Das große Spiel sang. Er trat in den Musikshows Musik aus Studio B und Zum Blauen Bock auf und spielte 1979 in der Heinz-Erhardt-Hommage Noch ’ne Oper mit. 1976 erschien sein Studioalbum It’s Country Time, das erste von insgesamt neun Country-Alben, die er seitdem aufnahm.
1981 trat er in der Carnegie Hall in New York auf. Im selben Jahr erhielt er die Auszeichnung eines Ehren-Schleusenwärters in Hamburg. Von 1982 bis 1984 moderierte Quinn acht Ausgaben der TV-Sendung It’s Country Time, in der Johnny Cash, Wanda Jackson, Dave Dudley, Jerry Lee Lewis, Emmylou Harris, Truck Stop u. a. auftraten.
Quinn übernahm kleine Rollen in Heidi und Erni (1990) und der Fernsehserie Großstadtrevier. Als Sprecher war er in Scotland-Yard-Hörspielen zu hören, in denen er den Inspektor Mac McIntosh sprach, und als Sänger des Titelliedes der Zeichentrickserie Lucky Luke.
Im Februar 2003 nahm die German American Country Music Federation Quinn in die deutsche Country Hall of Fame auf, und in Erfurt wurde ihm von Laudator Jonny Hill der deutsche Country Music Award überreicht. Das Online-Magazin countrymusicnews.de nannte Quinn zu seinem 75. Geburtstag im Jahr 2006 „einen der Wegbereiter für die Countrymusic in Deutschland“. Nach dem Tod seiner Ehefrau im Jahr 2008 beendete Freddy Quinn seine Bühnenkarriere.
2025 meldete sich der inzwischen 93-jährige Quinn mit einer Autobiografie Wie es wirklich war zurück. Das gemeinsam mit dem Journalisten Daniel Böcking verfasste Buch hat auch laut Quinn das Ziel, mit Halbwahrheiten und Legenden über den Sänger aufzuräumen, etwa dessen Seemann-Image oder die Identität seines Vaters. Manche Kritiker fragen, wie wahr diese Version von Quinns Geschichte nun sei.

### Zirkusaktivitäten
Quinn trat als gelernter Zirkus-Akrobat zuweilen mit spektakulären ungesicherten Auftritten auf dem Hochseil in Erscheinung, insbesondere in der populären TV-Sendung Stars in der Manege (1964, 1968, 1972, 1974, 1978). Für seine Darbietungen und sein Engagement für den Zirkus wurde ihm der „Zirkus-Oscar“ verliehen. Von 1981 bis 1984 moderierte er die ZDF-Sendung Zirkus, Zirkus, in der er auch Regie führte.

## Privates
Der Wahlhamburger Quinn lebte über Jahrzehnte in einem Haus in Hamburg-Poppenbüttel.
In den 1950er Jahren lernte Freddy Quinn Lilli Blessmann kennen, mit der er bis zu ihrem Tod im Januar 2008 zusammenlebte. In der Öffentlichkeit trat Blessmann als seine Managerin auf; die Ehe mit Quinn wurde erst 2004 durch einen Gerichtsprozess bekannt: Quinn wurde Steuerhinterziehung in Höhe von rund 900.000 Euro zwischen 1998 und 2002 vorgeworfen. Er hatte bei seiner Steuererklärung gegenüber dem Hamburger Finanzamt die Schweiz als Hauptwohnsitz angegeben, wo er in Tenero-Contra am Lago Maggiore zeitweise eine Wohnung nutzte. Vor Gericht war er geständig und hatte zuvor die Steuerschuld bereits beglichen. Das Landgericht Hamburg verurteilte ihn im November 2004 zu einer zweijährigen Freiheitsstrafe, die zur Bewährung ausgesetzt wurde, und einer Auflage von 150.000 €.
Seit dem Ende seiner Bühnenkarriere tritt Quinn nicht mehr öffentlich in Erscheinung und gibt nur gelegentlich Interviews. Am 2. Mai 2023 heiratete er seine Lebenspartnerin Rosi. Im Sommer 2024 zog er mit ihr auf einen Bauernhof in Schleswig-Holstein und bot sein Haus in Hamburg-Poppenbüttel zum Verkauf an.
Quinn spricht sieben und singt in zwölf Sprachen.

## Diskografie
Studioalben

| Jahr | Titel                                                  | Höchstplatzierung, Gesamtwochen, AuszeichnungChartplatzierungen (Jahr, Titel, Platzierungen, Wochen, Auszeichnungen, Anmerkungen) | Höchstplatzierung, Gesamtwochen, AuszeichnungChartplatzierungen (Jahr, Titel, Platzierungen, Wochen, Auszeichnungen, Anmerkungen) | Höchstplatzierung, Gesamtwochen, AuszeichnungChartplatzierungen (Jahr, Titel, Platzierungen, Wochen, Auszeichnungen, Anmerkungen) | Anmerkungen                                                               |
| Jahr | Titel                                                  | DE | AT | CH | Anmerkungen                                                               |
| ---- | ------------------------------------------------------ | --- | --- | --- | ------------------------------------------------------------------------- |
| 1958 | Freddy                                                 | — | — | — | Erstveröffentlichung: 1958                                                |
| 1958 | One in a Million                                       | — | — | — | Erstveröffentlichung: 1958                                                |
| 1958 | Freddy e seus maiores sucessos                         | — | — | — | Erstveröffentlichung: 1958                                                |
| 1961 | Das ist Freddy                                         | — | — | — | Erstveröffentlichung: 1961                                                |
| 1961 | Auf hoher See                                          | DE2 Gold · (16 Wo.)DE | — | — | Erstveröffentlichung: 1961 Verkäufe: + 500.000                            |
| 1962 | Heimweh nach St. Pauli                                 | DE2 (56 Wo.)DE | — | — | Charteinstieg: 15. November 1962                                          |
| 1963 | Freddy auf großer Fahrt                                | — | — | — | Erstveröffentlichung: 1962                                                |
| 1963 | In South Africa / Suid-Afrika                          | — | — | — | Erstveröffentlichung: 1963 in Südafrika                                   |
| 1964 | Freddy el millonario                                   | — | — | — | Veröffentlichung in Mexiko                                                |
| 1965 | Die Stimme der Heimat                                  | DE10 (20 Wo.)DE | — | — | Charteinstieg: 15. November 1965                                          |
| 1966 | Von Kontinent zu Kontinent                             | DE9 (20 Wo.)DE | — | — | Erstveröffentlichung: 1966                                                |
| 1967 | Das Lied der Heimat                                    | — | — | — | Erstveröffentlichung: 1967                                                |
| 1967 | Das große Wunschkonzert                                | DE10 (24 Wo.)DE | — | — | Charteinstieg: 15. November 1967                                          |
| 1967 | Freddy – Wunschkonzert                                 | — | — | — | Erstveröffentlichung: 1967                                                |
| 1968 | Mexico Olé                                             | DE16 (8 Wo.)DE | — | — | Charteinstieg: 15. November 1968 mit Los Tres Mexicanos, auch Viva Mexico |
| 1968 | Heimweh                                                | — | — | — | Erstveröffentlichung: 1968 im Königreich der Niederlande                  |
| 1968 | Freddy Quinn en México                                 | — | — | — | Erstveröffentlichung: 1968 in Mexiko                                      |
| 1969 | Freddy auf hoher See, Folge 2                          | — | — | — | Erstveröffentlichung: 1969                                                |
| 1969 | Meine Heimat ist das Meer                              | — | — | — | Erstveröffentlichung: 1969                                                |
| 1970 | Der Junge von St. Pauli                                | — | — | — | Erstveröffentlichung: 1970                                                |
| 1970 | Wo meine Sonne scheint                                 | — | — | — | Erstveröffentlichung: 1970                                                |
| 1970 | Tennessee Saturday Night                               | — | — | — | Erstveröffentlichung: 1970                                                |
| 1970 | Mein Wunschkonzert                                     | — | — | — | Erstveröffentlichung: 1970                                                |
| 1971 | Freddy heute                                           | DE48 (4 Wo.)DE | — | — | Charteinstieg: 15. Oktober 1971                                           |
| 1971 | Erinnerungen an Hans Albers                            | — | — | — | Erstveröffentlichung: 1971                                                |
| 1972 | Bitte recht traurig                                    | — | — | — | Erstveröffentlichung: 1972                                                |
| 1972 | Musical-Express                                        | — | — | — | Erstveröffentlichung: 1972                                                |
| 1972 | Vorhang auf!                                           | — | — | — | Erstveröffentlichung: 1972                                                |
| 1973 | Heute 2                                                | — | — | — | Erstveröffentlichung: 1973                                                |
| 1973 | Überall ist es schön                                   | — | — | — | Erstveröffentlichung: 1973                                                |
| 1975 | World Hits from International Musicals                 | — | — | — | Erstveröffentlichung: 1975                                                |
| 1976 | It’s Country Time                                      | — | — | — | Erstveröffentlichung: 1976                                                |
| 1976 | Gestern – heute                                        | — | — | — | Erstveröffentlichung: 1976                                                |
| 1976 | Top Star                                               | — | — | — | Erstveröffentlichung: 1976                                                |
| 1977 | Freddy Quinn singt die schönsten deutschen Volkslieder | — | — | — | Erstveröffentlichung: 1977                                                |
| 1978 | Nimm mich mit, Freddy                                  | DE5 Gold · (13 Wo.)DE | AT2 (20 Wo.)AT | — | Charteinstieg: 16. Oktober 1978 Verkäufe: + 750.000                       |
| 1980 | Du hast mein Wort                                      | — | — | — | Erstveröffentlichung: 1980                                                |
| 1981 | Country – Get Me Back to Tennessee                     | — | — | — | Erstveröffentlichung: 1981                                                |
| 1982 | Und darum bin ich heute wieder hier                    | — | — | — | Erstveröffentlichung: 1982                                                |
| 1982 | Freddy Quinn                                           | — | — | — | Erstveröffentlichung: 1982                                                |
| 1984 | Blumen des Lebens – Melodien großer Meister            | — | — | — | Erstveröffentlichung: 1984                                                |
| 1984 | Große Freiheit Nr. 7                                   | — | — | — | Erstveröffentlichung: 1984                                                |
| 1985 | Nicht eine Stunde tut mir leid                         | — | — | — | Erstveröffentlichung: 1985                                                |
| 1986 | Man ist so jung, wie man sich fühlt                    | — | — | — | Erstveröffentlichung: 1986                                                |
| 1989 | Green Green Grass of Home                              | — | — | — | Erstveröffentlichung: 1989                                                |
| 1990 | Kein schöner Land                                      | — | — | — | Erstveröffentlichung: 1990                                                |
| 1991 | Heimweh, die Gitarre und das Meer                      | — | — | — | Erstveröffentlichung: 1991                                                |
| 1992 | It’s Country Time                                      | — | — | — | Erstveröffentlichung: 1. März 1992                                        |
| 1993 | Wieder auf der Reise                                   | — | — | — | Erstveröffentlichung: 1993                                                |
| 1995 | Die großen Erfolge                                     | — | — | — | Erstveröffentlichung: 1995                                                |
| 1999 | Country Roads                                          | — | — | — | Erstveröffentlichung: 1999                                                |

grau schraffiert: keine Chartdaten aus diesem Jahr verfügbar
Weitere Studioalben
- Lieblingsmelodien der Volksmusik
- Gestern – heute
- Vorhang auf! – Musical-Welterfolge

## Auszeichnungen

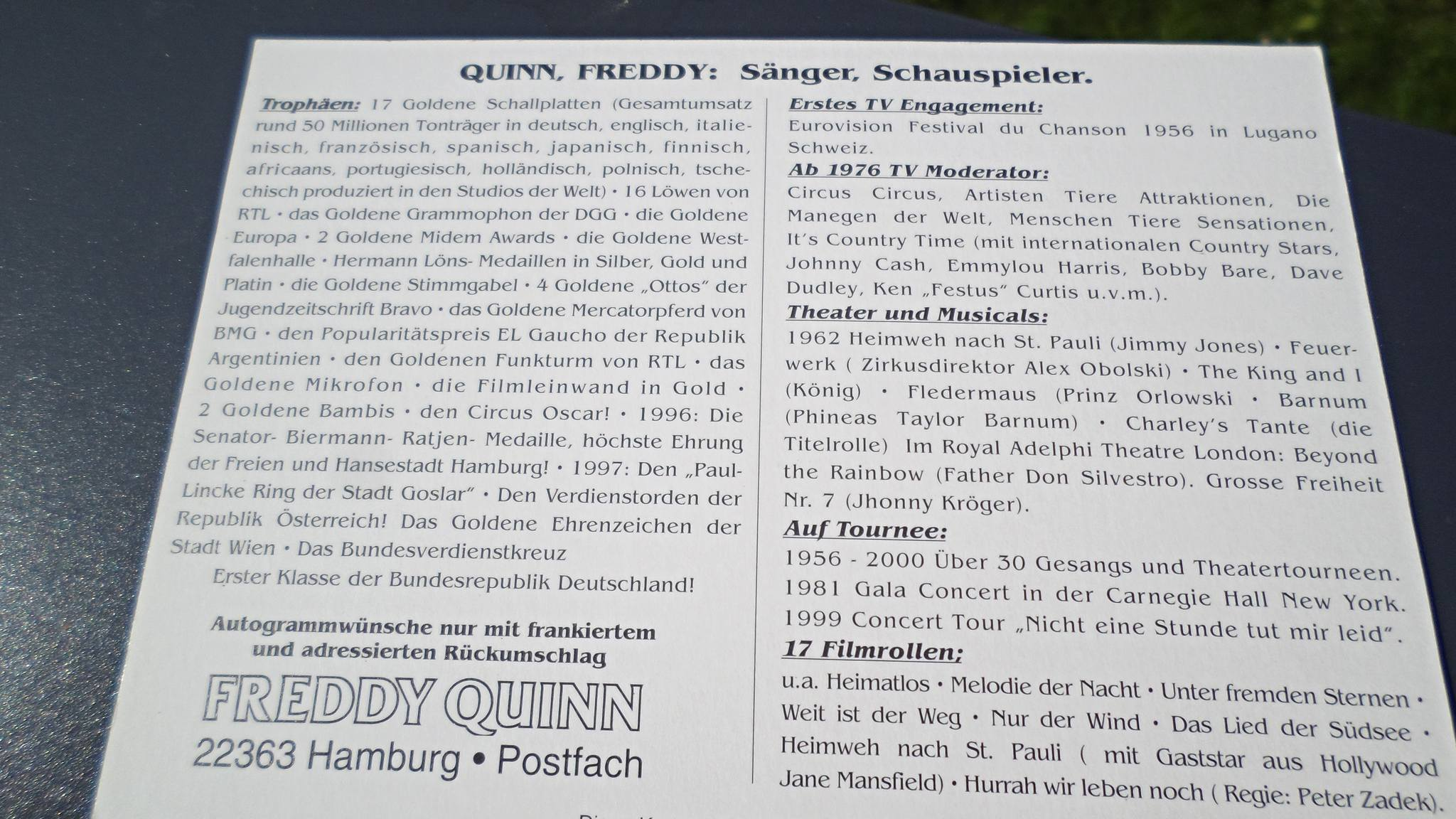
Steckbrief Freddy Quinns auf einer Autogrammkarte

Der Film Die Gitarre und das Meer wurde 1959 mit einem Bambi als erfolgreichster Film des Jahres ausgezeichnet. 1960, 1961, 1962 und 1963 erhielt Quinn den Goldenen, 1964 den Silbernen und 1965 den Bronzenen Bravo Otto. Für seine Verdienste um die Verbreitung deutschen Liedgutes in aller Welt erhielt Quinn 1984 von Bundespräsident Karl Carstens den Verdienstorden der Bundesrepublik Deutschland I. Klasse (auch bekannt als Bundesverdienstkreuz) verliehen. 1992 wurde er mit dem Großen Ehrenzeichen für Verdienste um die Republik Österreich bedacht. Anlässlich seines 65. Geburtstages wurde er 1996 vom Senat der Freien und Hansestadt Hamburg mit der Biermann-Ratjen-Medaille für seine künstlerischen Verdienste um die Stadt Hamburg geehrt.
Als Dank für seinen ehrenamtlichen Auftritt als Moderator mit den Kindern der Arbeiterwohlfahrt (AWO) Coburg und ihrem Projekt „Circus-Circus“ im Kongresshaus Coburg wurde ihm zu Ehren im Juli 2001 ein noch namenloser Platz vor der AWO Coburg als „Freddy-Quinn-Platz“ benannt. Im Juni 2006, bei seinem zweiten Besuch in Coburg, wurde Quinn zum Freund und Ehrenmitglied der AWO Coburg ernannt. Er wurde zudem offiziell im Rathaus von Coburg empfangen und trug sich in das Goldene Buch der Stadt ein. 2006 erhielt er auch den Goldenen Rathausmann der Stadt Wien.

## Sonstiges
Quinn hatte 1968 unter der Regie von Hans Mahler einen Gastauftritt im Hamburger Ohnsorg-Theater in der Komödie Die Kartenlegerin von Wilfried Wroost. Seine Schauspielkollegen waren unter anderem Heidi Kabel, Edgar Bessen, Otto Lüthje, Jochen Schenck, Erna Raupach-Petersen und als weiterer Gast Willy Millowitsch.
Bereits 1956 wurde der Grundstock des Freddy-Quinn-Archivs in Wien gelegt, einer heute umfangreichen Sammlung von fast allen Tonträgern und Videos des Künstlers sowie Fotos, Plakaten, Programmheften und Presseberichten usw., das nach Anmeldung besucht werden kann. 2006 wurde im Rahmen einer Freddy-Quinn-Jubiläumsausstellung zu seinem 75. Geburtstag und seiner ein halbes Jahrhundert währenden Karriere ein Teil der Sammlung im Bezirksmuseum Wien-Josefstadt gezeigt. Bei der Eröffnung war Quinn anwesend.

## Filmografie

### Kino
- 1954: Canaris[45]
- 1957: Die große Chance
- 1958: Heimatlos
- 1959: Freddy, die Gitarre und das Meer
- 1959: Freddy unter fremden Sternen
- 1960: Freddy und die Melodie der Nacht
- 1960: Weit ist der Weg
- 1961: Nur der Wind
- 1961: Freddy und der Millionär
- 1962: Freddy und das Lied der Südsee
- 1963: Heimweh nach St. Pauli
- 1964: Freddy und das Lied der Prärie
- 1964: Freddy, Tiere, Sensationen
- 1971: Haie an Bord
- 1983: Die wilden Fünfziger

### Fernsehen (Auswahl)
- 1958: Stahlnetz (TV-Serie) – Die Tote im Hafenbecken
- 1967: Heimweh nach St. Pauli (Bühnenfassung fürs TV)
- 1968: Die Kartenlegerin (TV)
- 1971: Der Junge von St. Pauli (TV)
- 1987: Großstadtrevier – Robin Hood (TV-Serie)
- 1990: Heidi und Erni – Zirkusluft (TV-Serie)
- 1991: Großstadtrevier – Fährmann, hol’ röver (TV-Serie)
- 2004: Erbin mit Herz (TV)
- 2004: In aller Freundschaft – Die Kraft der Liebe (244) (TV-Serie)

### Bücher
- Freddy Quinn: Lieder, die das Leben schrieb. Wilhelm Limpert Verlag, Frankfurt am Main 1960.
- Elmar Kraushaar: Freddy Quinn – Ein unwahrscheinliches Leben. Atrium Verlag, Zürich 2011, ISBN 978-3-85535-390-3.
- Freddy Quinn, Daniel Böcking: Freddy Quinn – Die Autobiografie: Wie es wirklich war. Hannibal Verlag, Höfen 2025, ISBN 978-3-85445-790-9.

### Zeitschriftenartikel
- Christian Ankowitsch: „Mein Leben hört sich an wie eine Erfindung“: Ein Gespräch mit dem Sänger und Schauspieler … In: Die Zeit, Nr. 37/1999.